# テナリス
テナリス（Tenaris S.A.）は、石油・ガス関連などのエネルギー企業を主要顧客に、鋼管の製造および販売を行う多国籍企業。現在はルクセンブルク市に本拠を置き、世界20カ国以上に拠点を持つ。テチント・グループを構成する有力企業の一つ。イタリア証券取引所、ニューヨーク証券取引所、メキシコ証券取引所上場企業（BIT: TEN、NYSE: TS、BMV: TS）。

## 沿革
テナリスのルーツは1909年にイタリア・ベルガモ近郊のダルミネに開設された鋼管工場に遡るが、1935年にイタリア系アルゼンチン人実業家のアゴスティーノ・ロッカが、ダルミネの鋼管工場の取締役となった。アゴスティーノ・ロッカはテチント・グループの創立者となり、第二次世界大戦後にメキシコやアルゼンチンに鋼管工場を開設、1990年代からブラジルやベネズエラの鋼管企業とアライアンスを形成し、2001年にニューヨーク証券取引所に株式上場、2002年に現在の社名となった。
2006年にアメリカ合衆国・ヒューストンに拠点を置く鋼管メーカーのMaverick Tube Corporationを買収、2017年にベイシティに新工場を開設、2020年に鋼管メーカーのIPSCO Tubulars Inc.を買収した。
地域別の売上では北米が過半数を占めている。

## 日本における事業
2015年10月、日本法人Tenaris Global Services Japan株式会社が川崎市に設立された。2022年11月、横浜市（新横浜）にオフィスを移転した。
なお、JFEスチールとの合弁事業として2000年8月よりエヌケーケーシームレス鋼管株式会社を設立していた（テナリス51％、JFEスチール49％）が、2022年に解散した。